# Egidio Banti
Egidio Banti (La Spezia, 29 aprile 1950) è un politico italiano, sindaco di Maissana, già deputato e senatore.

## Biografia
Dopo aver frequentato il Liceo Classico "Tommaso Parentucelli" di Sarzana, nel 1968 è stato ammesso alla Scuola Normale Superiore di Pisa, dove si è laureato in filosofia; è docente di lettere. Proviene da una famiglia antifascista: il suo prozio Arnaldo Terzi, poi deportato e morto a Mauthausen, fu sindaco socialista di Sarzana all'epoca dei Fatti di Sarzana del 1921.
Giornalista pubblicista, ha diretto per diciotto anni, dal 1977 al 1995, il telegiornale quotidiano di Tele Liguria Sud, emittente cattolica spezzina. Dal 1999 è presidente, a Sarzana, del Centro di formazione e cultura "Niccolò V", che opera quale centro di cultura dell'Università Cattolica del "Sacro Cuore".
La sua attività politica, in un primo momento, si è svolta soprattutto al La Spezia, dove è stato, dal 1984 al 1989, segretario della Democrazia Cristiana, consigliere comunale e capogruppo prima della DC (1985-1993) e poi del PPI (1997-2002). In seguito è stato consigliere regionale ligure per dieci anni (1990-2000), e dal 1992 ininterrottamente assessore in tre giunte diverse: alla Sanità, all'Urbanistica, all'Agricoltura e ai Parchi. È stato collaboratore dell'Accademia lunigianese di scienze. Con il PPI è candidato alle elezioni europee del 1999: ottiene 7 792 preferenze nella circoscrizione nord-occidentale e non risulta eletto. 
È stato eletto alla Camera dei deputati nel 2001, col sistema proporzionale nella circoscrizione Liguria per la lista della Margherita, del cui gruppo parlamentare ha fatto parte. Nella XIV Legislatura è stato componente della Commissione Ambiente, Territorio e Lavori Pubblici della Camera; della Commissione parlamentare di inchiesta sul ciclo dei rifiuti e sulle attività illecite ad esso connesse; della Commissione parlamentare di inchiesta sulle cause dell'occultamento di fascicoli relativi ai crimini nazifascisti.
Nelle successive elezioni politiche del 2006 è stato eletto al Senato nella circoscrizione della Liguria nelle liste della Margherita e ha fatto parte del gruppo dell'Ulivo. Nella XV Legislatura ha fatto parte della Commissione Industria, Commercio, Turismo del Senato; della Commissione bicamerale per la Semplificazione legislativa e, per la seconda legislatura, della Commissione parlamentare d'inchiesta sul ciclo dei rifiuti, con funzioni di capogruppo dell'Ulivo.
In occasione delle "primarie" del 14 ottobre 2007, è stato eletto componente dell'Assemblea nazionale costituente del Partito Democratico per il collegio della Spezia. Ricandidato alla Camera alle elezioni politiche del 2008, non viene eletto, concludendo così il proprio mandato parlamentare.
L'8 giugno 2009 è stato proclamato Sindaco di Maissana (La Spezia), alla guida della lista civica "Insieme per Maissana - territorio e sviluppo" che alle elezioni comunali ha ottenuto il 61,9 per cento dei voti. 
Il 15 febbraio 2010 si dimette da ogni incarico all'interno del Pd per aderire all'Unione di Centro. Con tale partito è candidato come capolista nel collegio spezzino alle elezioni regionali in Liguria del 2010, senza risultare eletto. Il 25 giugno dello stesso anno diventa presidente regionale ligure dell'UDC.
Il 26 maggio 2014 è stato proclamato sindaco di Maissana per un nuovo mandato quinquennale, alla guida della lista civica "Impegno per Maissana - crescita e tradizione", che ha ottenuto alle elezioni del giorno precedente il 71,28% dei voti. Alle successiva elezioni comunali del 26 maggio 2019 raccoglie gli stessi voti del suo avversario Alberto Figaro e al ballottaggio del 9 giugno perde di 12 voti.
Il 15 maggio 2023 torna a essere sindaco di Maissana vincendo le elezioni con il 52%.